# Hyalinobatrachium tricolor
Hyalinobatrachium tricolor é uma espécie de anfíbio anuro da família Centrolenidae. Está presente na Guiana Francesa. A UICN classificou-a como pouco preocupante.